# Hultgrynnan
Hultgrynnan is een onbewoond langwerpig eiland in de Zweedse Kalixälven. Het eiland heeft geen oeververbinding. Het heeft een oppervlakte van ongeveer 8 hectare. De afstand tot de westoever van de Kalixrivier is 250 meter, naar de oostoever minder dan 25 meter.